# Virginia Woolf
Virginia Adeline Woolf, född Stephen 25 januari 1882 i London, död 28 mars 1941 nära Lewes i East Sussex, var en brittisk författare och feminist. Hon anses vara en av 1900-talets viktigaste engelskspråkiga författare.

## Biografi

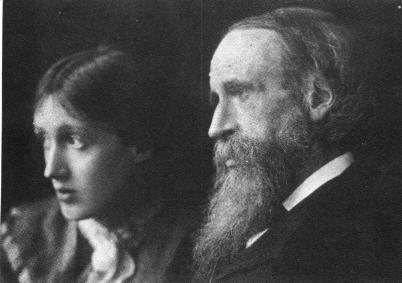
Virginia Woolf med sin far, sir Leslie Stephen, 1902.

Woolf föddes i London och var dotter till sir Leslie Stephen och Julia Prinsep Stephen, född Jackson (1846–1895). Hon utbildades av sina föräldrar i hemmet på 22 Hyde Park Gate, Kensington and Chelsea. Woolfs föräldrar hade båda varit gifta tidigare, men deras respektive makar var avlidna. Hushållet bestod av barn från tre äktenskap, det vill säga förutom Virgina Woolf och hennes helbror Thoby Stephen (1880–1906) moderns barn i äktenskapet med Herbert Duckworth, George Duckworth (1868–1934), Stella Duckworth (1869–1897) och Gerald Duckworth (1870–1937), och faderns dotter i äktenskapet med Minny Thackeray, Laura Makepeace Stephen (1870–1945), som var intellektuellt funktionshindrad och bodde på institution från 1891 till sin död. I hemmet umgicks författare och konstnärer som George Meredith och Edward Burne-Jones, och Virginia bestämde sig tidigt för att bli författare. Genom brodern Thoby kom hon i kontakt med den grupp Cambridgestudenter (däribland den blivande maken Leonard Woolf) med vilka hon och hennes syster Vanessa Bell senare kom att bilda Bloomsburygruppens kärna.

### Författarskap
Woolf debuterade 1915 med romanen Resan ut (originaltitel: The Voyage Out), en bildningsroman av traditionellt slag men med en kvinnlig huvudperson. I essän Modern fiction (1919) bröt hon med den realistiska romanen genom att fördöma genren, och 1922 började hon i Jacobs rum (Jacob's room 1927) experimentera med romangenren genom att beskriva huvudpersonen utifrån hur andra personers upplevde honom. Till fullo utvecklade hon sin teknik i Mrs Dalloway (1925), som skildrar en dag i London utifrån de olika karaktärernas upplevelser.
Virginia Woolf var en tongivande modernistisk författare och teoretiker. Förutom att hennes experimentella prosa var nydanande så har den ökat kunskapen om och medvetenheten om kvinnorollen och sedan 1970-talet inspirerat flera nutida feministiska rörelser. Även litteraturstudierna i essäsamlingen The Common Reader fick stort genomslag. 

### Privatliv

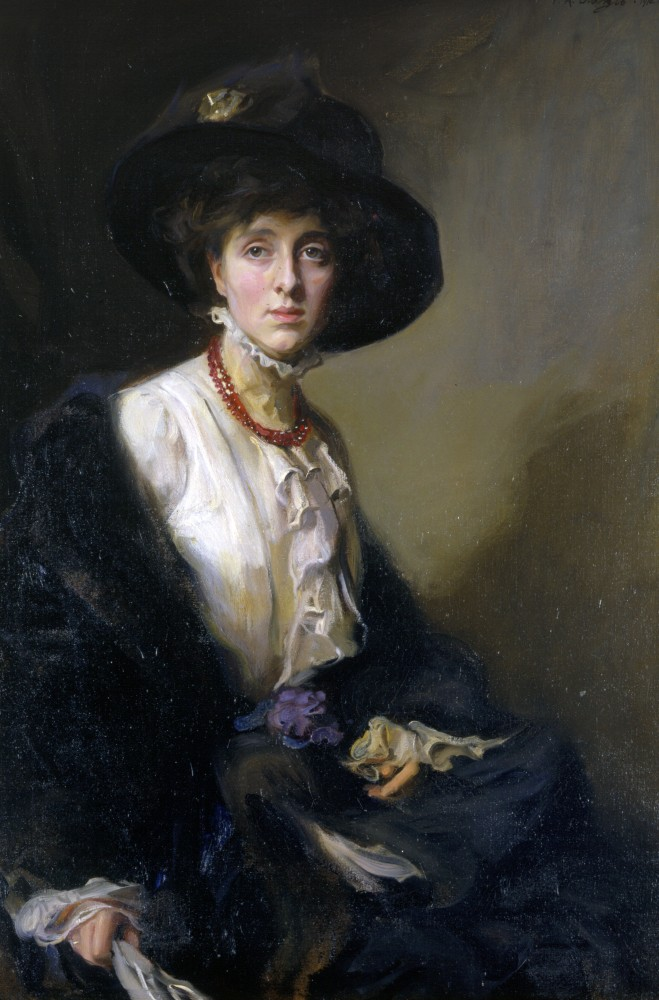
Vita Sackville-West, Virginia Woolfs älskarinna.

Virginia Stephen gifte sig med författaren Leonard Woolf 1912; under förlovningstiden kallade hon honom en "pengalös jude". De stod varandra dock mycket nära, och 1937 skrev Woolf i sin dagbok: "Love-making — after 25 years can't bear to be separate ... you see it is enormous pleasure being wanted: a wife. And our marriage so complete." År 1917 bildade de tillsammans Hogarth Press, som kom att ge ut Woolfs arbeten. Woolf träffade Vita Sackville-West 1922. Efter en trevande start inledde de ett förhållande som skulle hålla under större delen av 1920-talet. 1928 gav Woolf ut romanen Orlando (Orlando: A Biography), en fantasybiografi tillägnad Sackville-West med en huvudperson som pendlar mellan att vara man och kvinna. Efter det att kärleksaffären avslutats förblev de två vänner ända till Woolfs död.

### Död
Sedan Woolf hade skrivit klart manuskriptet till det som blev hennes sista roman, Mellanspel (Between the Acts), återkom den depression som hon tidigare lidit av. Kriget, Luftwaffes förstörelse av hennes hem i London, föräldrarnas död och det svala mottagandet av den biografi som hon skrev om sin vän Roger Fry förvärrade situationen, tills hon inte längre kunde arbeta.
Av rädsla för ett nytt nervsammanbrott dränkte sig Woolf den 28 mars 1941 genom att fylla fickorna med sten och därefter vandra ut i floden Ouse i närheten av hemmet. Hennes kropp påträffades först den 18 april. Hennes man begravde henne under ett träd i trädgården till deras hus i Rodmell i Sussex. I sitt sista brev till maken skrev hon:
| ” | I feel certain that I am going mad again. I feel we can't go through another of those terrible times. And I shan't recover this time. I begin to hear voices, and I can't concentrate. So I am doing what seems the best thing to do. You have given me the greatest possible happiness. You have been in every way all that anyone could be. I don't think two people could have been happier 'til this terrible disease came. I can't fight any longer. I know that I am spoiling your life, that without me you could work. And you will I know. You see I can't even write this properly. I can't read. What I want to say is I owe all the happiness of my life to you. You have been entirely patient with me and incredibly good. I want to say that — everybody knows it. If anybody could have saved me it would have been you. Everything has gone from me but the certainty of your goodness. I can't go on spoiling your life any longer. I don't think two people could have been happier than we have been. | „ |
| – | |   |

## Synen på kvinnans roll
Under merparten av Virginia Woolfs livstid var kvinnor i hög grad särskilda från männen och hade en annan, lägre ställning. Under den viktorianska eran (1837–1901) hade kvinnor varken rösträtt eller rätt till egendom. Kvinnans roll var att laga mat, sköta hemmet och ta hand om barnen medan mannen var familjens  arbetande, intellektuella överhuvud. Woolf hade turen att växa upp i en bildad, litterär familj som lärde henne och syskonen mycket i hemmet. Woolf och hennes systrar fick dock inte studera vid universitet – vilket hennes bröder fick, – något som skulle ha utvecklat hennes författarskap ännu mer. I sina romaner kom Woolf att ifrågasätta de bristande möjligheterna en kvinna hade på den tiden. Hon både kritiserade och framför allt utvecklade synen på könsroller.  
Detta gjorde hon ofta dels genom att ta fram karaktärer som bröt mot de traditionella könsrollerna, dels genom att skildra sina karaktärer på djupet för att få fram deras bristande punkter, där de inte längre kunde upprätthålla sina roller. I romanen To the Lighthouse (Mot fyren) beskriver Woolf ett äktenskap mellan en man och en kvinna där mannen tar på sig rollen av att vara en mycket betydelsefull, arbetande man som bryr sig föga om annat. Samtidigt tar kvinnan på sig rollen av att vara hemmafru och familjens emotionella nav. Senare i romanen utvecklas deras roller emellertid på så sätt att mannen blir beroende av kvinnan genom att hon är både hans medhjälpare och stöttepelare när han inte längre orkar upprätthålla sin position. Woolf presenterar även en tredje karaktär, en kvinna som är högst medveten om men trotsar könsnormerna genom att arbeta och bete sig på ett annat sätt än vad som förväntas av en kvinna. Virginia Woolf skapade alltså, genom att gå utanför det normativa, karaktärer som de läsare som inte kunde eller ville identifiera sig med sin könsroll kunde se upp till.[källa behövs]
Ojämställdheten i äktenskapet var även ett problem som Woolf tydligt hade sett mellan sina föräldrar under barndomen, då märkte hur hennes mor Julia Prinsep Stephen desperat försökte leva upp till ett kvinnoideal där hon förväntades agera som kock, barnflicka, hemhjälp och som mannens egendom. Efter att ha upplevt detta i föräldrahemmet beslöt sig Woolf för att ha ett jämställt äktenskap där båda parter skulle göra och betyda lika mycket i samlivet. Efter att ha tackat nej till många frierier genom åren beslöt hon sig för att gifta sig med Leonard Woolf 1912. Det kom att bli ett äktenskap som stod ut, bland annat för att mannen var fattigare än kvinnan. [källa behövs]
Ett väsentligt skäl till att Woolf först tvekade till att gifta sig över huvud taget var den plikt till sexuell underkastelse som kvinnan då hade gentemot sin make. När Woolf och hennes syster Vanessa var yngre blev de utsatta för sexuella övergrepp av sina halvbröder, vilket både inspirerade Woolf till verket Moments of Being (Ögonblick av liv) och till insikten att män hade en helt annan tillgång till och helt andra kunskaper om sex än kvinnor, vilka förväntades vara okunniga på området. De övergrepp som bröderna utsatte systrarna för sågs på denna tid som något mer acceptabelt, då kvinnan på många sätt sågs som mannens egendom och som en person utan egen fri vilja.[källa behövs]
Förutom att de sexuella övergreppen inspirerade Woolf litterärt fick dåden, med det ursprung de hade i tidens könsroller, till följd att hon blev sjuk i depression och ångest.[källa behövs]

## Utmärkelser
Nedslagskratern Woolf på planeten Venus är uppkallad efter henne.